# 大伴池主
大伴 池主（おおとも の いけぬし）は、奈良時代の官人・歌人。官職は式部少丞。

## 出自
大伴祖父麻呂の庶子、大伴牛養の子、大伴田主の子とする説がある。

## 経歴
天平10年（738年）従七位下・春宮坊少属の官位にあり、覔珠玉使として駿河国を通過したとの記録がある。同年橘諸兄の旧宅で行われた橘奈良麻呂主催の宴に大伴家持らと参加し和歌を詠んだ。
のち天平年間末期に越中掾を務め、天平18年（746年）6月に大伴家持が越中守に任ぜられて以降、翌天平19年（747年）前半にかけて、以下の通り作歌活動が『万葉集』に記されている。
- 天平18年（746年）8月7日：家持の邸宅で宴が開催され、越中大目・秦八千島や史生・土師道良らと共に和歌を詠む[4]。
- 同年11月：池主が正帳使の任を終えて平城京から戻った際に開催された詩酒の宴にて和歌を詠む[5]
- 天平19年（747年）2-3月：病床に伏した家持と度々贈答歌・漢詩の交換を行う[6]
- 同年4月26日：布勢の水海（現在の富山県氷見市の十二町潟）に遊覧した大伴家持の和歌に追和[7]。
- 同年4月26日：池主の邸宅で税帳使となった家持に対して餞する宴。池主は石川水通の歌を伝誦する[8]
- 同年4月28日：家持が詠んだ立山の賦に追和[9]。
- 同年5月2日：家持が税帳使として入京するにあたって贈答歌を交換[10]。

天平20年（748年）3月以前に越前掾に転じるが、以下の通り家持との交流は続き、直接和歌の贈答も行っている。
- 天平21年（749年）3月15日：家持に来報歌を贈る[12]
- 同年11月12日：家持に来報歌を贈る[13]
- 同年12月15日：家持に来報歌を贈る[14]
- 天平勝宝2年（750年）4月3日：家持より霍公鳥歌を贈られる[15]
- 同年4月9日：水烏を池主に贈れる歌を贈られる[16]
- 天平勝宝3年（751年）8月：少納言に任ぜられて帰京する家持と、正税帳使の任を終えて越中国に戻る途中の久米広縄と共に池主の邸宅で宴を開く[17]

のち、左京少進として京官に復し、在任中の天平勝宝5年（753年）8月に左中弁・中臣清麻呂や少納言・大伴家持らと共に壺酒を持って高円山に登って和歌を詠み、翌天平勝宝6年（754年）正月には家持の邸宅にて行われた大伴氏一族が集った酒宴でも和歌を詠んでいる。
天平勝宝8歳（756年）以降は式部少丞の官職にあり、同年3月の聖武上皇の河内国行幸に同行して、河内国の馬国人邸で開かれたの家の宴に臨席。兵部大丞・大原今城作の和歌を伝読。同年11月にはその大原今城を自邸に招いて酒宴を開催した。
天平勝宝9歳（757年）6月29日の夕刻に太政官の建物の庭で行われた、反藤原仲麻呂派による反乱を企てるための三度目の会合に、安宿王・黄文王・橘奈良麻呂・大伴古麻呂・多治比犢養・小野東人・多治比礼麻呂・多治比鷹主・大伴兄人らと共に参加。7月2日夜に挙兵して紫微内相・藤原仲麻呂を殺害し孝謙天皇を廃位することを申し合わせる。しかし、7月2日には反乱計画が漏洩し、厳しく尋問を受けた小野東人により反乱の参加者が明らかとなる。池主も他の反乱参加者と共に投獄され獄死したと想定される（橘奈良麻呂の乱）。

## 人物
『万葉集』に和歌作品29首が採録されている。勅撰歌人として『新勅撰和歌集』にも1首入集。漢詩もよくし、その才能は家持を上回っていたとされる。